# Dia Mundial dels Homes contra les violències masclistes
El Dia Mundial dels Homes contra les violències masclistes és una convocatòria anual celebrada el 21 d'octubre que anima els homes a posicionar-se públicament contra les violències masclistes. El Col·lectiu 21 d'octubre, presentat en públic el 7 de juny de 2022, que és qui ideà aquest dia, escollí el símbol del llaç blanc inspirant-se en la Campanya del Llaç Blanc, un moviment global d'homes i nens que treballen per a combatre la violència masclista.
Es trià el 21 d'octubre perquè en aquest dia, l'any 2006, a Sevilla es va dur a terme la primera manifestació a l'Estat espanyol d'homes contra la violència masclista. Es comptabilitzà una assistència de 500 persones que recorregueren la ciutat des de l'edifici de la Diputació fins a la Catedral, amb l'eslògan "El silenci ens fa còmplices" (originalment en castellà "El silencio nos hace cómplices"). L'escriptor portuguès José Saramago envià un text que fou llegit en acabar el recorregut en el qual parlava de "somni utòpic" sobre aquella marxa. La pancarta de la manifestació fou sostinguda per Antonio Ardilla del Partit Andalusista, Demetrio Pérez llavors delegat del govern andalús, i Pedro Zerolo secretari de moviments socials del PSOE. També hi assistí Luís Pizarro defensor del ciutadà a l'ajuntament sevillà i Antonio Rodrigo Torrijos regidor d'Izquierda Unida i també regidor de treball a l'ajuntament sevillà. Des de llavors, cada 21 d'octubre s'han organitzat manifestacions i "rodes d'homes", concentracions d'homes que es donen la mà tot rebutjant la violència vers les dones a moltes places de ciutats i pobles d'arreu.
La convocatòria es basa en les paraules de Saramago sobre la violència de gènere:
| « | (castellà) La violencia machista es un problema de los hombres que sufren las mujeres. | (català) La violència masclista és un problema dels homes que pateixen les dones. | » |
| — |                                                                                        |                                                                                   |   |